# Paul-Henri Clorus
Paul-Henri Clorus (11 aprile 1974) è un ex calciatore francese martinicano, di ruolo difensore.

## Carriera

### Nazionale
Ha debuttato in Nazionale il 15 maggio 2001, in Giamaica-Martinica (1-0). Ha partecipato, con la Nazionale, alla CONCACAF Gold Cup 2002. Ha collezionato in totale, con la maglia della Nazionale, 14 presenze.

## Palmarès

### Club

#### Competizioni nazionali
- Campionato martinicano di calcio: 8

Club Franciscain: 2000-2001, 2001-2002, 2002-2003, 2003-2004, 2004-2005, 2005-2006, 2006-2007, 2008-2009
- Coppa della Martinica: 7

Club Franciscain: 2000-2001, 2001-2002, 2002-2003, 2003-2004, 2004-2005, 2006-2007, 2007-2008